# Повстання фрісландських селян
Повста́ння фрі́сландських селя́н (зх.-фриз. Swarte Heap) проти влади Габсбурзьких Нідерландів протягом 1515—1523.
Лідером повстання був фермер П'єр Герлофс Донія, господарство якого спалили, а рідних вбили полки ландскнехтів. Коли Габсбурги найняли ландскнехтів для придушення боротьби двох ворожих партій — схирингерів і феткоперів, Донія оголосив Габсбургам війну, зібрав армію із незадоволених селян та організував повстання.
Війська повстанців проводили партизанську війну й згодом здобули кілька перемог. Найбільшого успіху досягли у морі, коли Донія потопив 28 кораблів голландців. Карл II, герцог Гелдернський, забезпечував грошову підтримку повстанцям. Також герцог вислав повстанцям армію найманців під командуванням Маартена ван Россума. Однак, коли в 1520 році вони почали програвати, герцог припинив їм допомагати. Після цього повстанцям не було чим оплачувати послуги найманців. Окрім цього, в 1519 році здоров'я Донії погіршилось, і він повернувся на ферму, де помер в 1520 році. Його поховали в церкві Святого Бавона.
Контроль над військами взяв на себе лейтенант Донії Вієрд Єлкама. Після кількох незначних перемог повстанці стали все частіше зазнавати поразки, й в 1523 році Єлкама та залишки його війська потрапили в полон. Повстанців доставили до міста Леуварден у Фризії, де їх публічно обезголовили. Зі смертю Єлькама повстання у Фризії завершилося.